# Sahara
För andra betydelser, se Sahara (olika betydelser).

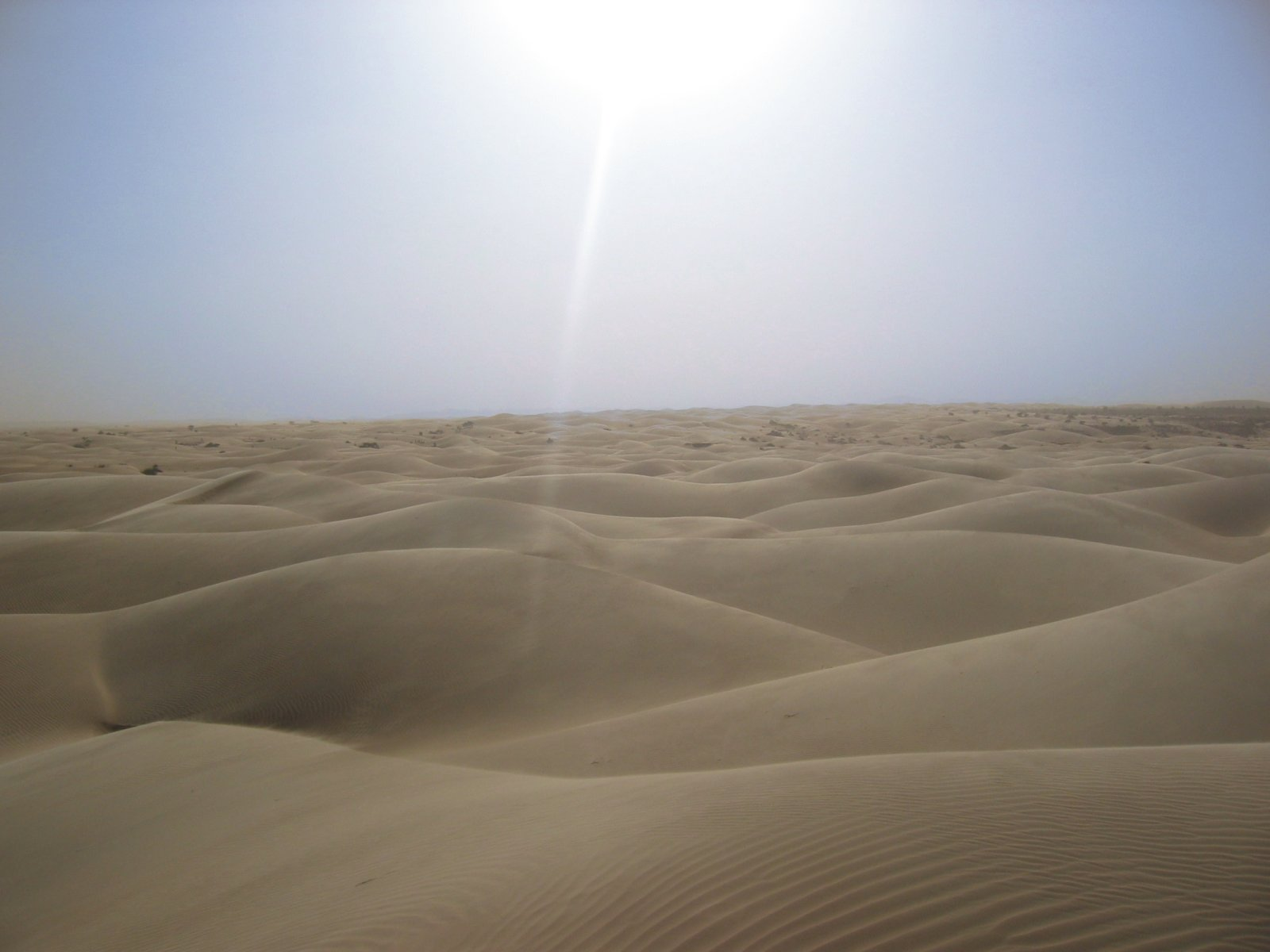
Sanddyner under Saharas sol.

Sahara (arabiska: الصَّحْرَاء الْكُبْرَى, aṣ-ṣaḥrā' al-kubra, "Den största öknen") är ett ökenområde i Nordafrika ungefär mellan femtonde och trettionde nordliga breddgraderna. Sahara är med sina mellan 8 500 000 och 9 000 000 kvadratkilometer jordens största ökenområde utanför de båda polarområdena.
Sahara består av sandöken, stenöken, klippöken samt torrmarksområden. Det utgör ett område som länge utgjort en svårgenomtränglig barriär mellan Medelhavsregionen och "Afrika söder om Sahara". I söder övergår Sahara i Sahel, en halvtorr savann som sträcker sig från Senegal och Mauretanien i väster till Sudan i öster.
Sahara som vi känner det är bara ett par tusen år gammalt. Periodvis har området varit betydligt fuktigare och för ett antal tusen år sedan bedrevs både jakt och jordbruk i området.

## Befolkning
I Sahara bor omkring 2,5 miljoner människor, de flesta i Mauretanien, Marocko och Algeriet. Några av de dominerande folkgrupperna i Sahara är tuareger, berber, sahrawier (i Västsahara), "morer" (i Mauretanien) samt tubu, nubier, zaghawa och kanuri.
Saharas största stad är Mauretaniens huvudstad Nouakchott. Andra betydelsefulla städer är Tamanrasset i södra Algeriet, Timbuktu i Mali, Agadez i Niger, Ghat i Libyen och Faya-Largeau i Tchad.
Större delen av Sahara är dock obeboelig och öde. Bosättningarna är i stort sett begränsade till oaserna. I nordväst ligger de stora oasgrupperna Tafilalet, Touggourt och Adrar. I den centrala delen ligger Fezzanoaserna söder om Tripoli, och den östra delen av Libyska öknen finns Farafra, Siwa, Dakhla och Kharga, och väster om dessa Kufra. En liten andel av Saharas befolkning lever som nomader som vandrar med kameler, får och getter, särskilt i västra delen och på höglänta områden där det finns växtlighet

## Geografi
Sahara avgränsas i väst av Atlanten, i norr av Atlasbergen och Medelhavet, i öst av Röda havet och i söder av Sahelregionen mellan Nigerfloden och Nilen. Sahara brukar uppdelas i västra Sahara, Ahaggarbergen (Algeriet), Tibestimassivet (Tchad), Aïrbergen (Niger), Ténéréöknen (Niger) och Libyska öknen (Libyen och Egypten). Sahara ligger kring Kräftans vändkrets.
Större delen av Sahara består av ett cirka 300 meter högt platåland. Periodiskt vattenförande wadis som genomskär öknen är karakteristiskt för Sahara.
I centrala Sahara ligger olika bergsområden, de viktigaste är Ahaggar, Aïr och Tibesti. Emi Koussi i Tibesti, norra Tchad, är med sina 3 445 meter över havet Saharas högsta berg.

### Klimat
Sahara har ett ökenklimat som skapats av det subtropiska högtrycksbälte som finns över området. Det faller mindre mängder regn över kustområdena, över de centrala delarna är det genomgående torka. Nederbörd från nordväst stoppas av Atlasbergen. Högtrycksbältet förstärks och förflyttas söder ut om vintern, och försvagas och förflyttas mot norr under sommaren. De centrala delarna av Sahara har över 4 300 soltimmar årligen, nära det maximalt möjliga (4 450 timmar); temperaturskillnaden mellan dag och natt, och mellan vinter och sommar, är stor. På sommaren kan temperaturen ofta bli över 50 grader Celsius, och under vintern ofta under 0 grader Celsius. Snö är däremot mycket ovanligt i öknen, men det har förekommit under både 1900-talet och 2000-talet i Algeriet. I Sahara har världens högsta lufttemperatur registrerats, 57,8 grader Celsius, i Al-Azizyah, Libyen.
I de lågtliggande delarna av de centrala ökenområdena är årsnederbörden mindre än 50 millimeter, längst i öst mindre än 5 millimeter. Det är förhållandevis vanligt med regnskurar och blixtar som inte når marken. I bergen är nederbörden större, oftast i form av kortvariga, kraftiga skurar som snabbt fyller uttorkade flodbäddar. Det egentliga ökenområdet avgränsas av stäpper med vinterregn i norr och av stäpper med sommarregn i söder. 

### Flora och fauna
Växtligheten i Sahara är liten, stora områden är helt utan, medan det i andra områden finns spridd vegetation. Nildalen och några glest utspridda oaser utgör de enda undantagen, sedan omkring 3000 f.Kr. Den vegetation som finns i Sahara är ofta specialiserade ökenväxter, som antingen har ett stort rotsystem under markytan för att kunna samla upp vatten från ett så stort område som möjligt och ett litet bladverk ovanför markytan för att minimera vattenförlusten, eller en livscykel som går ut på att snabbt gro efter de sällsynta regnen och producera frön som klarar många år av torka.
Det finns också en del djur som har anpassat sig till öknens klimat. Talrikast är olika sorters insekter, spindlar, skorpioner och kräldjur, som ormar och ödlor. Det finns även en del fåglar, varav de flesta är insektsätare, till exempel ökenstenskvätta. De däggdjur man kan hitta inkluderar bland annat ökenspringråttor och fennek, en liten ökenräv, samt addaxantilop. De dromedarer som finns i Sahara är tamdjur.

## Saharas klimatväxlingar genom tiderna
Klimatet i Sahara har varierat kraftigt genom tiderna. Växlingar mellan istider och interglaciala perioder har med diverse åtföljande förändringar av vädersystem i området medfört långa perioder med gynnsamt klimat för livet i Sahara.
Arkeologiska fynd har visat att Sahara under  äldre stenålder beboddes av jägare och samlare fram till för ungefär 70 000 år sedan. Därefter kom en lång torrperiod med ökenbildning som varade fram till för 12 000 år sedan, innan regnen började komma tillbaka.
Sahara fick med tiden ett betydligt fuktigare klimat liknande det som finns i Östafrika. Omkring 30 000 hällristningar med bilder av djur som krokodiler har hittats, varav ungefär hälften i bergskedjan Tassili N-Ajjer i sydöstra Algeriet, där för övrigt även fossil efter dinosaurier hittats. Hällristningar och skelettfynd visar att även elefanter, noshörningar, flodhästar och giraffer levt i Saharaområdet. En särskilt gynnsam period var mellan 8000 och 5500 f.Kr.
Den senaste uttorkningen av Sahara påbörjades omkring 5000 f.Kr. och från cirka 3000 f.Kr. blev allt större område omöjligt att odla eller ha djur på. Under de senaste 30 åren har det funnits en tendens för att högtrycksbältet har förskjutits mot söder, med torka och hungersnöd som följd i gränsområdet mellan öknen och savannområdet.

## Européers första utforskningar av Sahara
På 1800-talet började européer att intressera sig för Sahara. Fransmannen René Caillié korsade öknen som förste europé år 1828. Han följdes i mitten av seklet av Heinrich Barth och Friedrich Gerhard Rohlfs och senare av Henri Duveyrier och Gustav Nachtigal. Viktiga bidrag till utforskningen lämnade Émile-Félix Gautier, som under 28 år i början av 1900-talet reste genom såväl östra som västra Sahara.